# Dzintars
«Дзінтарс» — латвійська компанія, яка розробляє та випускає парфуми та косметику. Розміщена у Ризі, у мікрорайоні Зіепніккалс (у перекладі з латиського — Гора Миловарів).

## Історія
Все розпочалося саме з фабрики Бригера (засновник — Генріх Адольф Бригер), де варили мило та виготовляли парфуми, заснована у 1849 році. Після об'єднань та реорганізацій націоналізованих миловарних та парфумерних підприємств у 1951 році одна із фабрик отримала назву «Dzintars». Під час об'єднання у 1958 році з миловарною фабрикою «Саркана Аусма» було створено Парфумерно-косметичний завод «Dzintars». З 1991 року та до сьогодні — акціонерне товариство (SIA H.A. Brieger).

## Діяльність
Компанія розробляє та виготовляє парфуми, косметику, рослинні екстракти, парфумовані композиції для ароматів. Загальна кількість персоналу — приблизно 400 осіб. У період з 1998 до 2004 року на підприємстві відбулася реорганізація, після якої німецька аудиторська компанія провела сертифікацію та видала сертифікат GMP Cosmetic. Підприємство має також сертифікати ISO 14001, ISO 9001 та ISO/IEC 17025. Також підприємство отримало нагороду, яка була вручена The World Intellectual Property Organization — «WIPO Trophy for Innovative Enterprises». У 2010 році компанія Dzintars отримала ліцензію міжнародного стандарту Ecocert. У асортименті продукції AO Dzintars налічується понад 750 парфумованих виробів, декоративної косметики, засобів по догляду за обличчям, тілом, волоссям та інші вироби біокосметики. У цілому AO Dzintars у Латвії належить 50 спеціалізованих магазинів.